# KF Feronikeli
O KF Feronikeli é um clube de futebol profissional kosovar com sede em Glogovac. O clube compete no Campeonato Kosovar de Futebol.

## Títulos
Fonte:
- Campeonato Kosovar: 2014–15, 2015–16 e 2018–19
- Copa do Kosovo: 2013–14, 2014–15 e 2018–19
- Supercopa do Kosovo: 2014-15 e 2018–19